# Mercato di Rialto

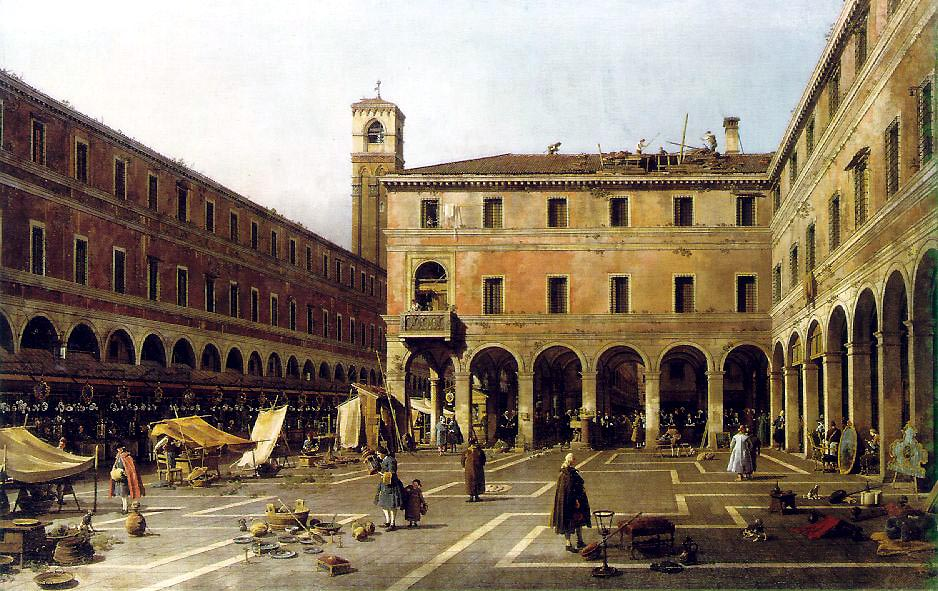
Campo di Rialto, Canaletto

Der Rialtomarkt war der wichtigste Handelsplatz Venedigs. Er befand sich am heutigen Campo della Pescaria bzw. Mercato del Pesce. Der Name Rialto leitet sich von italienisch rivo alto = das hohe Ufer ab. Es war einer der ersten Plätze der Lagune, die besiedelt wurden. Von der Gründung her konzentrierten sich am Rialto Handel und Verkehr.

## Geschichte

### Bis zum Brand von 1514
Ursprünglich wurde der Markt von Venedig samstags am großen Platz von Olivolo in Castello abgehalten. Vor allem in den Anfängen war er dafür bekannt, dass es keine Steuern und andere öffentliche Belastungen gab, und er konnte auf diese Art und Weise mit den Märkten von Pavia und Campalto, damals unter den wichtigsten Italiens, konkurrieren. Als sich die Regierung im 9. Jahrhundert hier ansiedelte, wurde der Rialto die treibende Kraft in der Entwicklung des Handels. Die Anlage eines Fisch- und Gemüsemarktes waren die sichtbare Bestätigung der erfolgreichen Bemühungen. Am Ende des 15. Jahrhunderts gab es in Venedig, außer einigen kleinen, nur drei bedeutende Märkte. Am ersten Samstag auf San Polo, am zweiten Samstag auf San Marco und am dritten immer am Campo San Giovanni in Bragora, jedoch blieb Rialto immer der wichtigste Handelsplatz. Man handelte nicht nur al minuto, sondern wickelte auch große Partien ab, setzte die Preise fest, regulierte den Im- und Export sowie die Vermietung von Schiffen. Über den Handel von Fisch und Gemüse hinaus gab es eine Rohstoffbörse, an der vor allem Gold und Silber gehandelt wurden.
Der Staat überwachte und leitete alle diese Geschäfte; für den Handel mit dem übrigen Italien gab es die Dogana di Terra, die für jeden Transport von Stoffen, jeden Liter Öl, Wein, jedes Kilo Mehl, Hirse oder Bohnen eine Abgabe vorsah. Es gab den Fondaco della Farina, ein großes staatliches Magazin, in dem die Familien einkaufen und sich versorgen konnten, jedoch nur für den Zeitraum eines Monats, um Hamsterkäufen und Spekulationen vorzubeugen. Auch die Bäcker deckten sich hier mit Mehl ein.
Der Staat vermietete den Händlern uno stazio, einen Standplatz im Freien mit einem banco im Vordergrund, hinten einen Holzverschlag und das Ganze mit einem Segel abgedeckt. Natürlich gab es auch ambulante Händler, die zum Unterschied von den Standplatzinhabern keine wesentlichen Steuern zu zahlen hatten und von diesen auch deswegen toleriert wurden, weil ihr bescheidener Handel mit Eiern, Hühnern und etwas Gemüse keine Konkurrenz darstellte.

### Neuaufbau

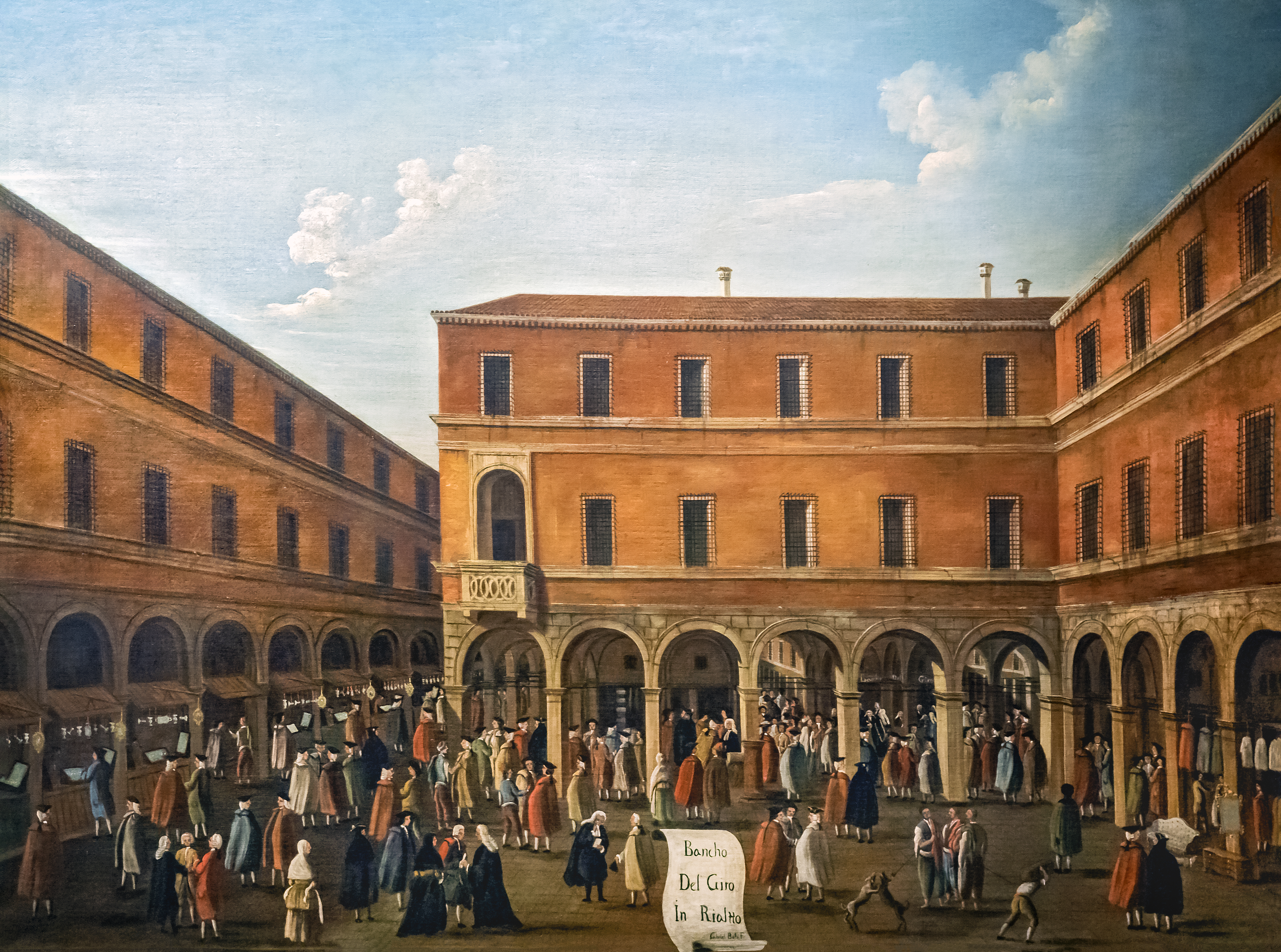
Bancogiro di Rialto Gabriele Bella

Nach dem Brand von 1514, der das Areal von Rialto großteils zerstörte, gab die Signoria den Auftrag zu einem großen Wettbewerb, um das Gebiet wieder aufzubauen. Nach Verzögerungen und Polemiken gewann Antonio Abbondi, auch Lo  Scarpagnino genannt, den Wettbewerb. Sein Projekt wiederholte in großem Maße das vorher Gewesene, vereinheitlichte aber die Gestaltung der neuen Geschäfte und schuf sich voneinander unterscheidende Geschäftsbereiche. Scarpagnino schuf einen Komplex rationeller städtischer Strukturen: platzraubende oder leicht verderbliche oder viel Abfall produzierende Güter wie Fisch, Obst oder Gemüse wurden an die Uferstreifen verlegt. Auf der Brücke und längs der Goldschmiedgasse, der ruga degli orefici, waren verschiedene und kostbare Waren wie Gold, Silber, Spezereien, zu finden; die Finanzaktivitäten waren am Campo S. Giacomo zuhause. Die öffentliche Verwaltung nistete sich in den oberen Stockwerken der Palazzi ein.
Im Gebiet am Rialto gab es keinerlei Handwerk oder Industrie, es war und blieb ein großes Handelszentrum. Alle Waren wurden mit Schiffen auf dem Wasserweg herbeigebracht und wurden, nachdem sie von den Steuerbeamten inspiziert worden waren, von den Lastenträgern, den bastasi, entladen und weitertransportiert. Es gab für sie ganz präzise Anweisungen, sie durften sich auf den Ufern nur die kurze Zeit aufhalten, die sie für das Beladen, Löschen oder die Kontrolle der Waren benötigten. Das Treiben war von Lärm, Rufen und Flüchen erfüllt, wie aber auch den kleinen täglichen Betrügereien begleitet; es unterschied sich deutlich von der Ruhe und Gelassenheit des nahe liegenden Campo vor der Kirche San Giacometto, wo betuchte und bedeutende Geschäftsleute von Venedig ihre großen Geschäfte abschlossen.
Auch den foresti wurde ein gesonderter Platz zugewiesen, die Modeneser und Luccheser wohnten in eigenen Häusern, die Mailänder und Comascher, die sich vor allem dem Handel mit Stoffen und Seide widmeten, waren in der Ruga Ca´ Vidal versammelt, die Veroneser besaßen einen fondaco (Lager) auf San Nicolò di Lido.
Über die Pescheria, den Fischmarkt, und die Erberia, den Kräutermarkt, hinaus gab es am Campiello vor S. Giacomo di Rialto noch die Draperia (Tuche) und den Sitz der zwölf Padri di Rivo Alto, die für das Regelwerk des Marktes zuständig waren. Die lateinische Inschrift an der Kirche S. Gicometto: „hoc circa templum sit jus mercantibus aequum, pondera nec vergant, nec sit conventio prava“  ermahnte die Kaufleute an diesem Orte ihr Gewerbe mit Anstand auszuüben, die Waagen nicht zu manipulieren und nicht zu betrügen. Erwischte man einen von ihnen beim Betrug, bekam er beim Gobbo di Rialto, einer Skulptur des Pietro da Salò (1541), die Peitsche zu spüren und musste „basar el Gobo“, die Figur küssen.
Nicht zu vergessen ist, dass seit dem Jahr 1300 die Glocken von San Giacomo den Beginn und die Schließung des Marktes, des Banco, einläuteten.
Am Platz existierte noch der Porticato del Banco Giro, ein Versammlungsort der reichen Kaufleute, vor allem Angehörige der nobiltà, des Adels, die hier ihre Geschäfte abwickelten und wo sich auch die Banca circolante di Credito (Banco Giro) befand. Im Wesentlichen war dies einerseits ein exklusiver Klub der Könige des Handels mit Pfeffer und Gewürzen, sowie vieler anderer orientalischer Spezereien die, in lange schwarze Umhänge gehüllt, hier seit dem 12. Jahrhundert ihre Sitzungen abhielten. Andererseits wurden hier die Bank- und Kreditgeschäfte – lange per Zuruf – abgewickelt (s. Banken in der Wirtschaftsgeschichte Venedigs).
Der Banco erfüllte aber auch andere, nicht minder wichtige Aufgaben: an erster Stelle den Kampf gegen die von den Händlern zurückgelassenen Abfälle, le scoasse, die aus Obst, Gemüse und Fisch bestanden und einen fürchterlichen Gestank von sich gaben. Die zweite Aufgabe bestand im Versuch, die kleinen Händler vom Rialto zu vertreiben, um eine Art von Monopol errichten zu können, was allerdings von der Signoria zu vereiteln versucht wurde. Schließlich noch der lange Kampf gegen die staatliche Autorität, die auf alle Eingänge eine Abgabe in Höhe von 5 % erheben wollte. Auch in diesem Fall war der Sieg jener des Staates, der im Jahre 1585 die Adligen von der Verwaltung des Rialto ausschloss.
Der Banco, im Jahre 1157 gegründet, umschloss auf zwei Seiten die Piazzetta von S. Giacomo und war nur von einem Teil der Fabbriche Vecchie überragt. Im Laufe der Jahre waren allerlei Widrigkeiten zu überstehen, bis er schließlich mit staatlicher Garantie ausgestattet wurde.

### 19. Jahrhundert
Im 19. Jahrhundert gab es eine Fülle von Projekten für den Markt am Rialto. Als im Jahre 1833 Kaiser Ferdinand von Österreich Venedig besuchte, präsentierte Giuseppe Salvadori ein von spätklassischen Einflüssen erfülltes Projekt. Zwanzig Jahre später präsentierte der Ingenieur Neville, Konstrukteur zahlreicher und noch immer bestehender Eisenbrücken, einen Plan mit metallenen Dächern und einem zentralen Brunnen, der allerdings abgelehnt wurde.
Nach dem 1866 erfolgten Anschluss an Italien war das Problem, den Markt am Rialto zu modernisieren, mehr als dringend geworden. Man vergab das Projekt an Federico Berchet. Trotz des Kostenvoranschlages von gewaltigen 1.500.000 Lire erwiesen sich die Ideen des Planers Berchet als überzeugend, weil er sich bei der Planung an die Halles von Paris anlehnte. Enteignungen waren hierfür unumgänglich.
Im Entwurf erstreckte sich der Markt rechteckig mit 4000 Quadratmetern zwischen Fabbriche Nuove di Rialto bis kurz vor die Calle del Campanile di S. Cassiano. Er sah eine Überdachung mit verzinkten Eisenblechen sowie eine Lichtblende aus Glas vor. Außerdem waren 130 geräumige Magazine für den Großhandel, eine Anlagestelle für Boote und ein Frischwasserbecken für Lebendfisch vorgesehen. Der Entwurf wurde in einem eigenen Beiblatt zur Ausgabe 30 der „Gazetta di Venezia“ des Jahres 1866 dem Publikum vorgestellt.

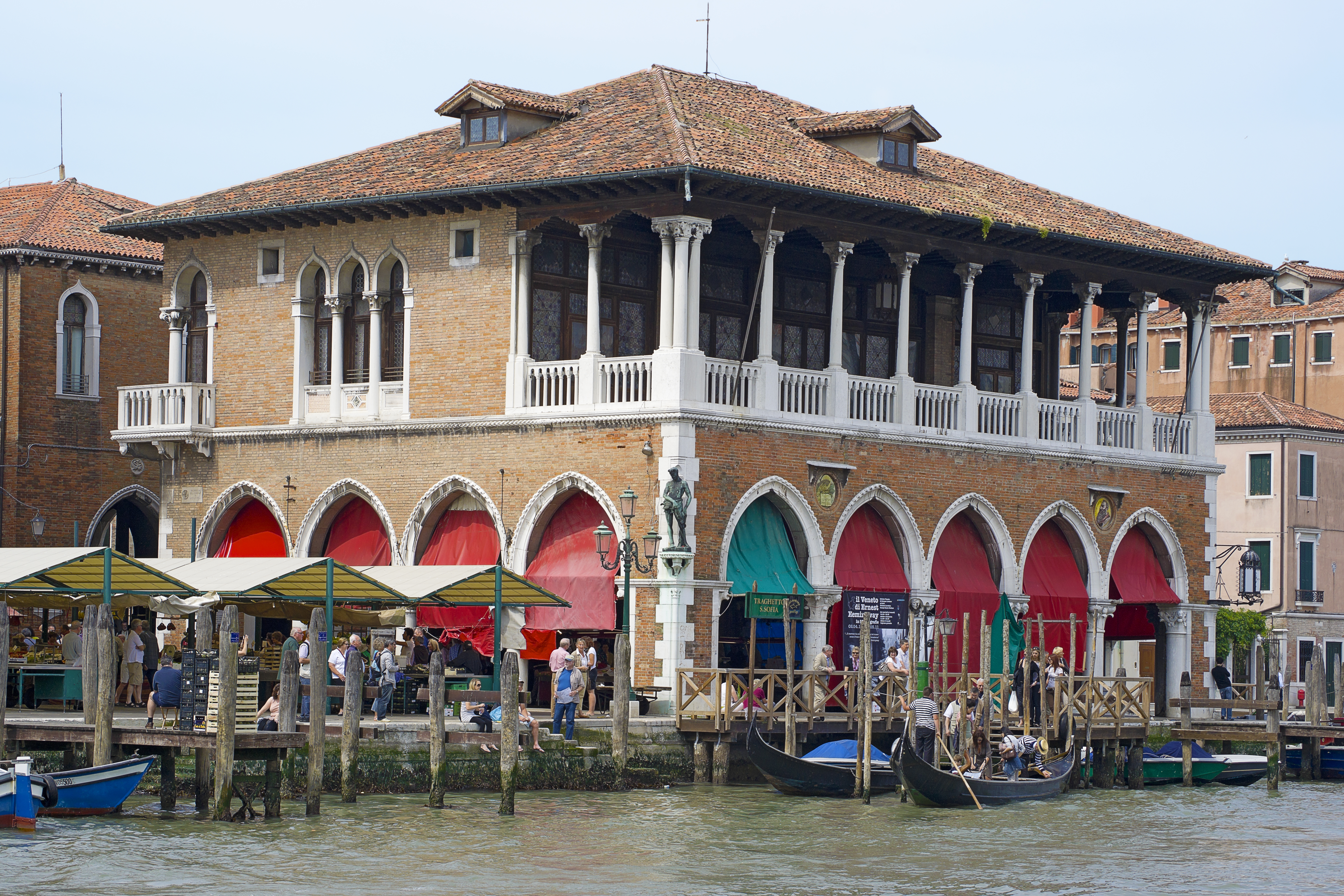
Pescheria (Fischmarkt)

Drei Jahre später präsentierte Berchet der Gemeinde einen präzise ausgeführten Detailplan; der Markt war dreigeteilt, zwischen Canal Grande, Calle delle Spade und Campo della Vienna waren der Käsemarkt (die Casaria), der Geflügelverkauf und der Großhandel mit Fisch angesiedelt; zwischen dem Rio Beccherie und dem gleichnamigen Platz wurde der Kleinhandel mit Fisch, der Verkauf von Wein, dazu verschiedene Büros und ein „Eiskeller“ angesiedelt; dazu kleine Händler zwischen der Ruga Rialto und dem Campo S.Giacomo.
Die Errichtung einer eisernen Brücke über den Canal Grande auf der Höhe von San Cassiano wurde trotz bereits gefertigter Detailzeichnungen von Beleuchtungskörpern und Treppen nie akzeptiert. Die 1884 errichtete Metallkonstruktion stieß bei den Venezianern immer auf Ablehnung, was so weit ging, dass der Bürgermeister Sarego Alighierei zusammen mit dem Stadtrat am 23. November 1887 vorschlug, diese zu zerstören.
Der Maler Cesare Laurenti erdachte die von einem Entwurf Carpaccios beeinflusste Pescheria, die im Jahre 1907 vom Architekten Domenico Rupolo im Stil venezianischer Gotik erbaut – und die bis zur Einweihung ebenfalls heftig umstritten war.
Auch der um den Markt am Rialto tätige Zoll konnte mit den neuen Gegebenheiten und Formen des Handels nicht mithalten. Von den am Rialto anlegenden Schiffen hielten sich nur die burchi und peate aus S. Giovanni di Padova, Monselice, Este, Frassine und Vicenza, wohingegen alle anderen bei S. Giobbe am Cannaregiokanal, bei S. Stae am Canal Grande und am Uferstreifen der Misericordia ihren neuen stazio fanden. Mit einem Wort: Der Markt vom Rialto hat sich von dort aus über die gesamte Stadt ausgebreitet.

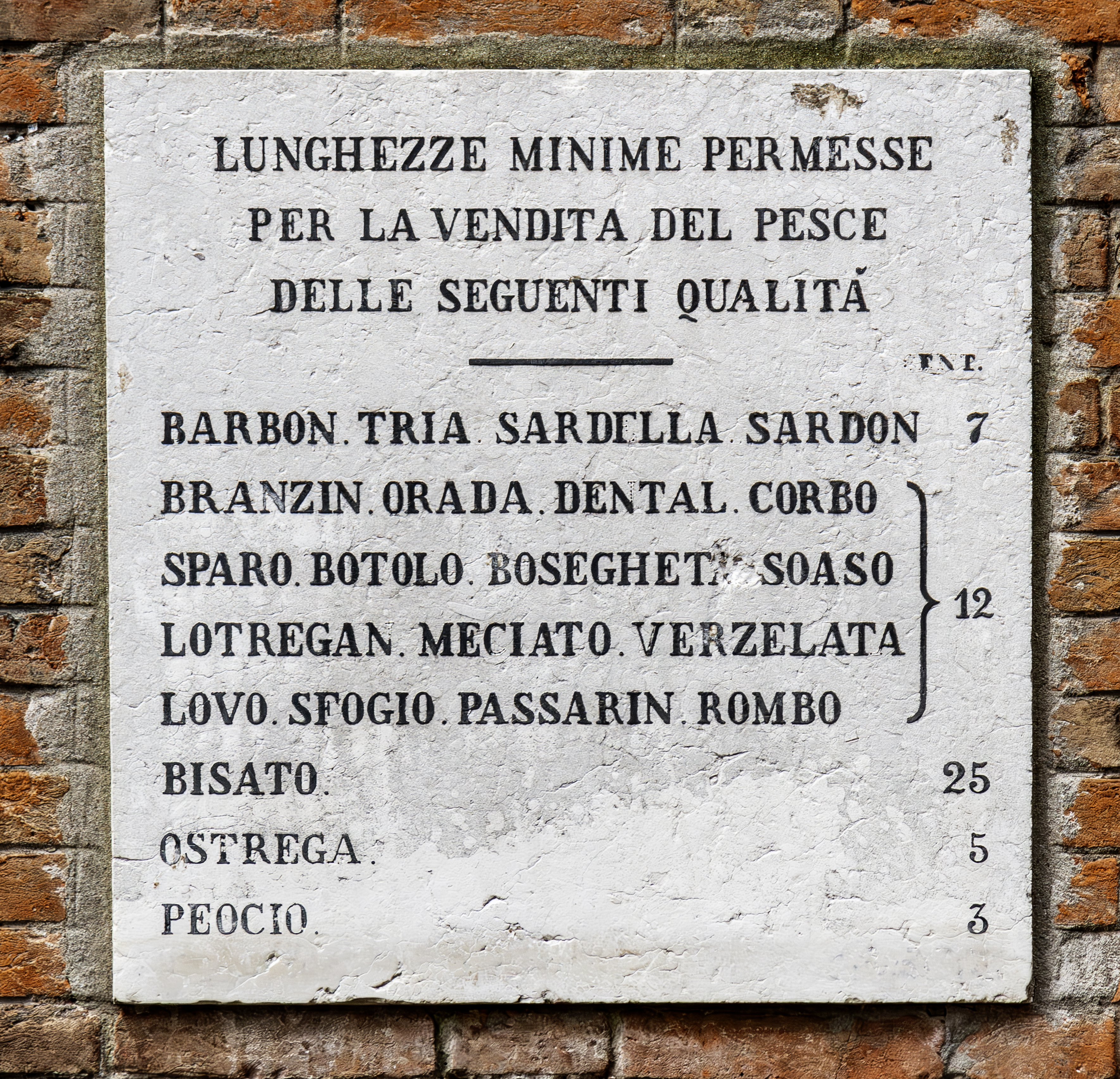
Tafel am Fischmarkt, die die Mindestgröße von Fischen vorschreibt, um die Bestände in den Fischgründen der Lagune zu schützen.

Die rigiden Festsetzungen der Lebensmittelpreise, speziell der Fische, veranlassten die verschiedenen städtischen Vereinigungen sich über die Unzahl von Regelungen seitens der Verwaltung zu beschweren, da diese den freien Warenverkehr erschwerten. Erst die Franzosen, die „padroni francesi“, in der Person des „prefetto del Adriatico“, verfügten 1807 über das Innenministerium die Aufhebung aller alten Strukturen und Bestimmungen, vor allem jene der Höchstpreisfestsetzung. Der Antrag wurde am 15. Dezember 1806 angenommen und die betroffenen Körperschaften wurden aufgelöst.